# Arthur Demerbe
Arthur Joseph Guillaume Demerbe (Gembloers, 20 oktober 1864 - Bergen 17 januari 1927) was een Belgisch senator.

## Levensloop
Demerbe was eigenaar van hoogovens en de stichter van het Institut Warocqué (1904).
Hij werd provincieraadslid voor Henegouwen (1904-1908). Hij werd liberaal senator voor het arrondissement Bergen-Zinnik, eerst een paar maanden in 1912, als vervanger van Gustave Boël en vervolgens van november 1918 tot januari 1927.